# إيرين بودير بيكوك
إيرين بودير بيكوك (بالإنجليزية: Irene Bowder Peacock)‏ مواليد 27 يوليو 1892 في مدينة فيروزبور خلال فترة الراج البريطاني - الوفاة 13 يونيو 1978، كانت لاعبة كرة مضرب جنوب أفريقية. كما أنها إحدى بطلات الجراند سلام حيث فازت بلقب الزوجي في دورة رولان غاروس الدولية.

## النهائيات

### الفردي

#### الوصافة (1)
| السنة | البطولة                  | المنافس في النهائي | النتيجة في النهائي |
| 1927  | دورة رولان غاروس الدولية | كيا بومان          | 2–6, 4–6           |

### الزوجي

#### اللقب (1)
| السنة | البطولة                  | الشريك     | المنافس                | النتيجة  |
| 1927  | دورة رولان غاروس الدولية | بوبي هاينه | بيغي ميتشل فويب واتسون | 6–2, 6–1 |

#### الوصافة (2)
| السنة | البطولة  | الشريك         | المنافس في النهائي        | النتيجة في النهائي |
| 1921  | ويمبلدون | جيرالدين بيميش | سوزان لنجلن إليزابيث ريان | 1–6, 2–6           |
| 1927  | ويمبلدون | بوبي هاينه     | هيلين ويلز إليزابيث ريان  | 3–6, 2–6           |